# Patuxent Ice Stream
Il Patuxent Ice Stream (in lingua inglese: Flusso di ghiaccio Patuxent), è un vasto flusso di ghiaccio antartico situato tra il Patuxent Range e il Pecora Escarpment, nei Monti Pensacola, in Antartide. Fluisce in direzione nordoccidentale fino alla pendici superiori del Foundation Ice Stream.  
Il flusso è stato mappato dall'United States Geological Survey (USGS) sulla base di rilevazioni e foto aeree scattate dalla U.S. Navy nel periodo 1956-66.
La denominazione è stata assegnata dall'Advisory Committee on Antarctic Names (US-ACAN) in riferimento al fatto che il flusso è posizionato in prossimità del Patuxent Range.